# Hemisus barotseensis
Hemisus barotseensis é uma espécie de anfíbio da família Hemisotidae.
É endémica da Zâmbia.
Os seus habitats naturais são: savanas húmidas, campos de gramíneas de baixa altitude subtropicais ou tropicais sazonalmente húmidos ou inundados e marismas intermitentes de água doce.